# Owen Livesey
Owen Livesey (St Helens, 3 de agosto de 1991) é um judoca, lutador de submission wrestling e lutador de artes marciais mistas britânico. Ele competiu no judô em nível internacional representando a Grã-Bretanha e a Inglaterra, e conquistou a medalha de ouro nos Jogos da Commonwealth de 2014, realizados em Glasgow, na categoria masculino até 81 kg. Posteriormente, Livesey fez a transição para o submission grappling e o MMA, competindo internacionalmente. Ele venceu o campeonato peso-pesado no The Snake Pit's Campeonato Mundial de Catch Wrestling de 2022.

## História pessoal
Owen Livesey nasceu em 3 de agosto de 1991, em St Helens, Merseyside. Livesey tem duas irmãs, Bekky Livesey e Amy Livesey, ambas praticantes de judô e campeãs britânicas na categoria meio-médio.

## Carreira no judô
"É bom vencer alguém de casa, há um pouco de tensão porque vocês se conhecem muito bem. Eu tive um ano afastado quando tinha 18 anos e não me importava muito com o judô. Mas voltei, foquei e consegui o resultado. Você recebe de volta o que coloca. E eu recebi exatamente o que coloquei".

BBC citando Livesey
Antes de se tornar judoca, Livesey praticava rugby league. Ele esperava ser convocado para representar a Grã-Bretanha no judô nos Jogos Olímpicos de Verão de 2012, realizados em Londres, mas não foi selecionado, decepção que o fez refletir sobre continuar ou não no esporte. Livesey é faixa-preta 2º dan em judô, tendo conquistado o 1º dan aos 16 anos, e treinou no SKK Judo Club, onde foi orientado por Peter Blood e Luke Preston.
Nos Jogos da Commonwealth de 2014, realizados em Glasgow, Escócia, Livesey derrotou John Muthee, do Quênia, nas oitavas de final. Nas quartas de final, venceu Boas Munyonga, da Zâmbia, e, na semifinal, superou o canadense Jonah Burt. A final foi contra o compatriota Tom Reed, que Livesey venceu em um combate de cinco minutos.
Ele é tricampeão britânico, tendo vencido a divisão meio-médio no Campeonato Britânico de Judô em 2013, 2014 e 2017.

## Carreira profissional no grappling

### 2021–2022
Owen obteve sucesso no submission wrestling, competindo pela primeira vez no Polaris Pro Grappling no Polaris 18, em 27 de novembro de 2021, quando derrotou Max Bickerton no card preliminar. Ele retornou no evento seguinte da organização, em 26 de março de 2022, para enfrentar Freddie Vosgrone. Livesey venceu Vosgrone por decisão unânime no card principal. Em 21 de maio de 2022, Livesey venceu Michael Pixley por decisão unânime no Grapplefest 12. Ele foi então convidado a retornar ao Polaris para competir no Polaris 21 contra o veterano do ADCC Josh Hinger, em 24 de setembro de 2022.
No Campeonato Mundial de Catch Wrestling de 2022, organizado pelo The Snake Pit no University of Bolton Stadium, Livesey venceu a divisão peso-pesado (-100 kg). Pouco depois, Livesey foi anunciado como suplente oficial da divisão de 99 kg no Campeonato Mundial de Submission da ADCC de 2022. Ele foi chamado para competir com cerca de uma semana de antecedência, após Luccas Lira Costa ser forçado a se retirar devido a problemas de visto. Livesey foi eliminado na rodada de abertura pelo eventual campeão, Kaynan Duarte. Na semana seguinte, em 24 de setembro de 2022, Livesey derrotou Josh Hinger por decisão dividida no Polaris 21. Livesey competiu no Grand Prix dos Médios do Polaris em 25 de novembro de 2022. Ele foi finalizado por Hunter Colvin na rodada de abertura.

### 2023–2024
Em 11 de março de 2023, Livesey foi escalado para enfrentar o ex-campeão peso-médio do UFC Chris Weidman no evento principal do Polaris 23. Ele venceu a luta por decisão unânime. Livesey foi escalado para competir no Quintet 4 em 10 de setembro de 2023, representando a Team Polaris. Ele empatou sua única luta contra Nick Rodriguez e sua equipe foi eliminada na rodada de abertura. Livesey então competiu em um torneio absoluto de oito homens no Polaris 25 em 30 de setembro de 2023. Ele foi eliminado na primeira rodada após perder por decisão para Fabricio Andrey.
Livesey disputou uma luta de catch wrestling contra Josh Barnett no Campeonato Mundial de Catch Wrestling de 2023, em 28 de outubro. Ele venceu a luta por decisão.
Livesey estava escalado para enfrentar Yoel Romero em uma luta peso aberto no Polaris 28, em 15 de junho de 2024. Romero teve que se retirar do combate e foi substituído por Baissangour Chamsoudinov. Livesey foi inicialmente declarado vencedor, mas a luta foi reavaliada e terminou como empate.
Livesey competiu na divisão acima de 80 kg na edição inaugural do Craig Jones Invitational, em 16 e 17 de agosto de 2024. Ele venceu Mahamed Aly por decisão na rodada de abertura e foi finalizado pelo eventual campeão Nick Rodriguez nas quartas de final.

## Carreira no MMA
Livesey fez sua estreia profissional no MMA em abril de 2021, vencendo Liam Gregory por nocaute técnico no primeiro round.